# Elena Oana Antonescu
Pour les articles homonymes, voir Antonescu.
Elena Oana Antonescu, née le 30 décembre 1979 à Târgoviște, Dâmbovița, est une députée européenne roumaine. Membre du parti démocrate libéral, elle siège au sein du groupe PPE. Elle est membre de la commission de l'environnement, de la santé publique et de la sécurité alimentaire.